# Chamberlain (Ontario)
Chamberlain es un municipio canadiense situado en la provincia de Ontario.

## Superficie
Chamberlain tiene una superficie de 110,81 km².

## Demografía
En 2021, tenía 311 habitantes, una densidad poblacional de 2,8 hab./km², y 145 viviendas.